# Castiarina humilis
Castiarina humilis es una especie de escarabajo del género Castiarina, familia Buprestidae. Fue descrita científicamente por Deuquet en 1947.